# Tāzehābād-e Vazīr
Tāzehābād-e Vazīr (persiska: تازِهابادِ وَزير, تازِه آباد, تازه آباد وزير) är en ort i Iran.   Den ligger i provinsen Kurdistan, i den nordvästra delen av landet, 400 km väster om huvudstaden Teheran. Tāzehābād-e Vazīr ligger 1 805 meter över havet och antalet invånare är 232.
Terrängen runt Tāzehābād-e Vazīr är kuperad åt nordväst, men åt sydost är den platt. Runt Tāzehābād-e Vazīr är det ganska glesbefolkat, med 23 invånare per kvadratkilometer. Närmaste större samhälle är Gol Tappeh, 10,9 km väster om Tāzehābād-e Vazīr. Trakten runt Tāzehābād-e Vazīr består i huvudsak av gräsmarker.